# Pedeapsa capitală (film)
Pedeapsa capitală (în engleză Extreme Prejudice) este un film american thriller de acțiune neo-western din 1987 regizat de Walter Hill, cu Nick Nolte și Powers Boothe în rolurile principale, cu Michael Ironside, María Conchita Alonso, Rip Torn, William Forsythe și Clancy Brown în rolurile secundare. Scenariul este scris de Harry Kleiner și Deric Washburn (cel din urmă a colaborat cu Michael Cimino la Singur în spațiu și Vânătorul de cerbi) după o povestire de John Milius și Fred Rexer.
Pedeapsă capitală este un fel de omagiu adus filmului Hoarda sălbatică (The Wild Bunch), un western din 1969 regizat de Sam Peckinpah, cu care Hill a lucrat la Dă lovitura și fugi (The Getaway, 1972). Ambele filme se termină cu o luptă uriașă într-un oraș de graniță mexican. Titlul original provine din „terminate with extreme prejudice”, o frază popularizată de Apocalipsul acum, scris tot de Milius.
Personajul principal, Jack Benteen (Nolte), s-a bazat vag pe rangerul texan Joaquin Jackson. Nolte a petrecut trei săptămâni în Texas cu Jackson învățând activitățile de zi cu zi ale unui ranger (polițist texan). Nolte a folosit ceea ce a învățat și le-a încorporat în manierele și îmbrăcămintea personajului său. 

## Distribuție
- Nick Nolte - Ranger Jack Benteen
- Powers Boothe - Cash Bailey
- María Conchita Alonso - Sarita Cisneros
- Rip Torn - Sheriff Hank Pearson
- John Dennis Johnston - Merv
- Marco Rodríguez - Deputy Emil Cortez
- Luis Contreras - Lupo
- Tommy "Tiny" Lister - Monday
- Mickey Jones - Chub Luke
- Thomas Rosales Jr. - Scarza

### Zombie Unit
- Michael Ironside - Major Paul Hackett
- Clancy Brown - Master Sergeant Larry McRose
- William Forsythe - Sergeant 1st Class Buckman Atwater
- Matt Mulhern - Staff Sergeant Declan Patrick Coker
- Larry B. Scott - Sergeant 1st Class Charles Biddle
- Dan Tullis, Jr. - Sergeant 1st Class Luther Fry

Andrew Robinson a fost distribuit - ca un agent CIA - o legătură cu Hackett, dar scenele sale au fost printre cele tăiate pentru a reduce durata filmului cu 45 de minute.